# Phyllops falcatus
Phyllops falcatus (Gray, 1839) è un pipistrello della famiglia dei Fillostomidi, unica specie vivente del genere Phyllops (Peters, 1865), diffuso nei Caraibi.

## Descrizione

### Dimensioni
Pipistrello di piccole dimensioni, con la lunghezza della testa e del corpo tra 55 e 65 mm, la lunghezza dell'avambraccio tra 40 e 48 mm, la lunghezza delle orecchie tra 11 e 13 mm e un peso fino a 23 g.

### Caratteristiche craniche e dentarie
Il cranio è robusto, con un rostro corto e largo, un processo post-orbitale ben sviluppato e una scatola cranica alta e arrotondata. Gli incisivi superiori interni sono triangolari ed appuntiti, mentre quelli esterni sono bifidi, come anche quelli inferiori. Il terzo molare inferiore è molto piccolo.
Sono caratterizzati dalla seguente formula dentaria:

### Aspetto
La pelliccia è di lunghezza media, densa e setosa. Le parti dorsali sono bruno-grigiastre, mentre le parti ventrali sono più chiare. Sono presenti due piccole macchie bianche su ogni spalla e dietro la base posteriore dell'orecchio. Il muso è corto e largo, con una foglia nasale larga e appuntita e delle piccole verruche sul labbro inferiore. Le orecchie sono di dimensioni normali, arrotondate e separate. Il trago è spesso, lungo circa un quarto del padiglione auricolare ed è rosato. Le ali sono grandi, larghe, nerastre e attaccate posteriormente al piede. La porzione di membrana tra l'indice e il terzo dito è semi-trasparente. Il pollice è molto lungo. È privo di coda, mentre l'uropatagio è ridotto ad una sottile membrana ricoperta di peli che si estende lungo la parte interna degli arti inferiori. Il calcar è molto corto. Il cariotipo è 2n=30 per le femmine, 31 per i maschi ed FNa=56.

### Ecolocazione
Emette ultrasuoni a basso ciclo di lavoro con impulsi di breve durata a frequenza iniziale di 73 kHz e finale a 23 kHZ. Oltre alla fondamentale è presente una seconda armonica.

## Biologia

### Comportamento
Si rifugia sugli alberi in piccoli gruppi fino a non più di 5 individui. L'attività di nutrimento avviene nella prima serata, sebbene recenti osservazioni abbiano registrato picchi in ore più tarde.

### Alimentazione
Si nutre di specie native di Ficus, di frutta di Cecropia scheberiana e Syzygium jambos.

### Riproduzione
Femmine gravide sono state catturate sull'isola di Haiti nei mesi di gennaio, maggio e agosto, mentre a Cuba sembrano esserci diversi periodi riproduttivi.

## Distribuzione e habitat
Questa specie è diffusa a Cuba, Hispaniola e a Grand Cayman e Cayman Brac. Resti fossili sono stati rinvenuti sull'Isola dei Pini.
Vive nelle foreste sempreverdi fino a 680 metri di altitudine.

## Tassonomia
Sono state riconosciute 2 sottospecie:
- P.f.falcatus: Cuba, Grand Cayman, Cayman Brac;
- P.f.haitiensis (J. A. Allen, 1908): Hispaniola.

## Conservazione
La IUCN Red List, nonostante l'areale limitato e l'apparente assenza di un evidente declino, classifica P.falcatus come specie a rischio minimo (Least Concern)).

## Evoluzione
Il genere è attualmente monotipico ma esistono tuttavia due forme fossili e subfossili risalenti al tardo Pleistocene di Cuba e dell'Isola dei Pini e descritti come Phyllops silvai (Suarez & Diaz-Franco, 2003) e Phyllops vetus (Anthony, 1917).